# 이보시 호쿠토

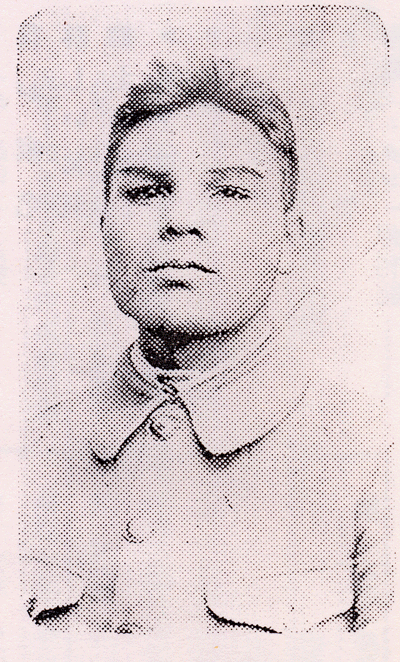
이보시 호쿠토

이보시 호쿠토 일본어: 違星北斗, いぼし ほくと, 1901년 ~ 1929년 1월 26일)는 아이누 출신의 와카 작가·사회운동가이다.
아이누의 지위향상을 위한 운동으로 일생을 바치며 그 사상을 신문이나 잡지에 단가(短歌)형태로 발표하고, 같은 시대의 아이누 청년들에게 영향을 주었다. 그리고 홋카이도 내 아이누 코탄(Айнукотан)을 돌아다니면서 아이누족이 깨어있고 단결해야 한다고 설명했다.